# المنتظم في تاريخ الملوك والأمم
هو كتاب تاريخي من تأليف الشيخ: أبو الفرج بن الجوزي واشتمل على ترجمة أزيد من 3370 ترجمة ويعد أول تاريخ جمع بين الحوادث والتراجم على النحو الذي أصبح متبعاً من بعدهِ، وتناول ابن الجوزي في كتابهِ التاريخ العام من بدء الخليقة إلى سنة 574 هجرية/1179م، ويقع الكتاب في ثمانية عشر جزءاً وهذا محتوى كل واحد منها:
- الجزء الأول والثاني يسرد فيه عن التاريخ العام منذ بدء الخليقة ثم السيرة النبوية للنبي محمد.
- الجزء الثالث الأحداث من السنة 1 هجرية إلى السنة 10 هجرية.
- الجزء الرابع الأحداث من السنة 10 هجرية إلى السنة 28 هجرية.
- الجزء الخامس الأحداث من السنة 29 هجرية إلى السنة 61 هجرية.
- الجزء السادس الأحداث من السنة 62 هجرية إلى السنة 95 هجرية.
- الجزء السابع الأحداث من السنة 96 هجرية إلى السنة 136 هجرية.
- الجزء الثامن الأحداث من السنة 137 هجرية إلى السنة 173 هجرية.
- الجزء التاسع الأحداث من السنة 174 هجرية إلى السنة 193 هجرية.
- الجزء العاشر الأحداث من السنة 194 هجرية إلى السنة 216 هجرية.
- الجزء الحادي عشر الأحداث من السنة 217 هجرية إلى السنة 247 هجرية.
- الجزء الثاني عشر الأحداث من السنة 248 هجرية إلى السنة 289 هجرية.
- الجزء الثالث عشر الأحداث من السنة 290 هجرية إلى السنة 329 هجرية.
- الجزء الرابع عشر الأحداث من السنة 330 هجرية إلى السنة 387 هجرية.
- الجزء الخامس عشر الأحداث من السنة 388 هجرية إلى السنة 447 هجرية.
- الجزء السادس عشر الأحداث من السنة 448 هجرية إلى السنة 485 هجرية.
- الجزء السابع عشر الأحداث من السنة 486 هجرية إلى السنة 533 هجرية.
- الجزء الثامن عشر الأحداث من السنة 534 هجرية إلى السنة 574 هجرية.

ينتهي الكتاب بخاتمة للمؤلف: (والله أعلم بالصواب، وإليه المرجع والمآب، والحمد للّه وحده، وصلى الله على محمد وآله وصحبه الطيبين الطاهرين، وسلم تسليماً كثيراً).